# Bonlier
Bonlier település Franciaországban, Oise megyében. Lakosainak száma 472 fő (2022. január 1.). Bonlier Fontaine-Saint-Lucien, Guignecourt, Nivillers, Oroër, Tillé és Velennes községekkel határos.

## Népesség
A település népességének változása:
| Lakosok száma | 405  | 419  | 467  | 474  | 475  | 476  | 477  | 472  | 472  |
|               | 2013 | 2015 | 2016 | 2017 | 2018 | 2019 | 2020 | 2021 | 2022 |